# 唐の原駅
唐の原駅（とうのはるえき）は、福岡県福岡市東区和白四丁目にある西日本鉄道（西鉄）貝塚線の駅。駅番号はNK07。

## 歴史
- 1924年（大正13年）
  - 5月23日：開業。
  - 11月13日：廃止認可。

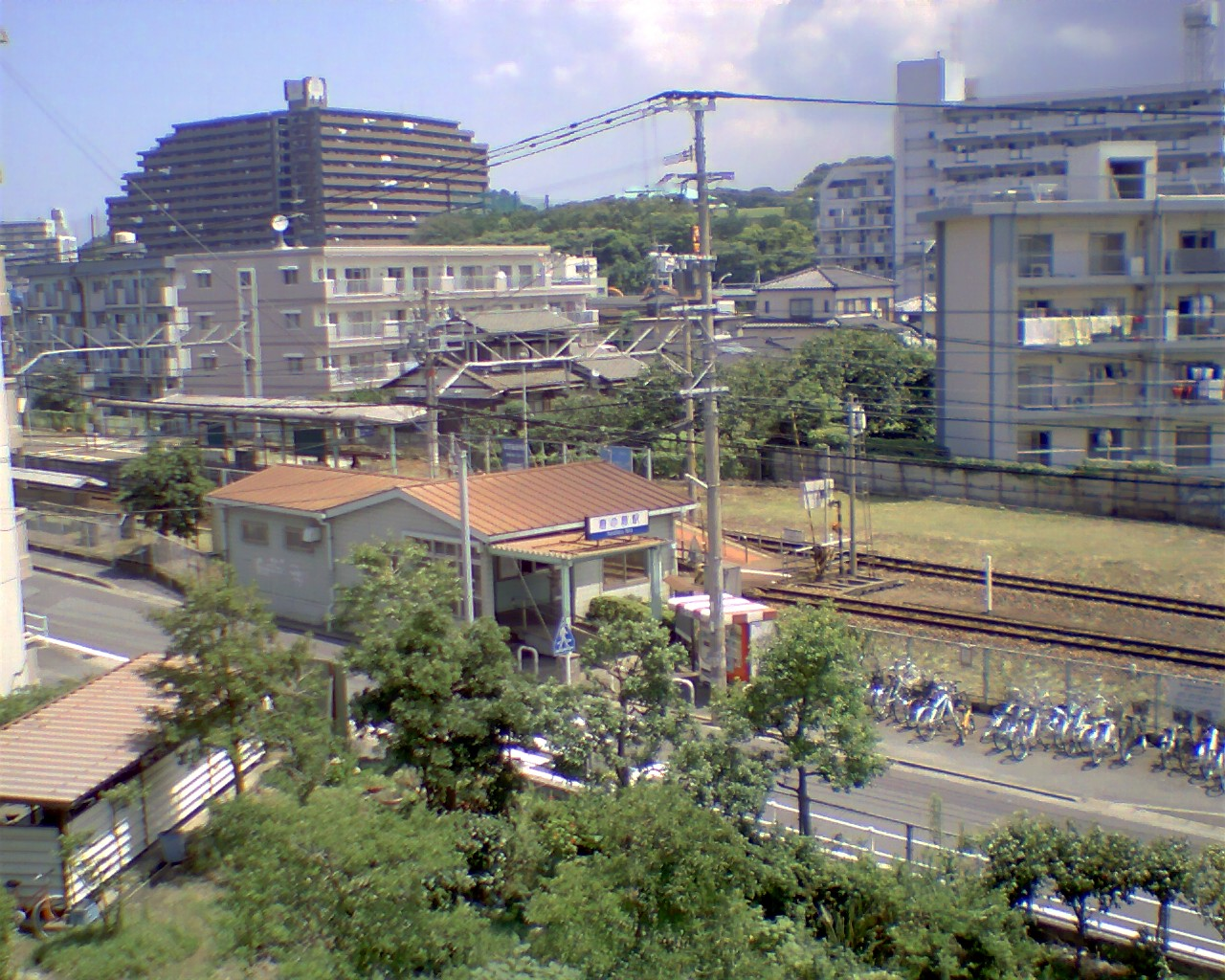
遠景

- 1986年（昭和61年）11月1日：復活（実質的には新規開業と同じ）。
- 2017年（平成29年）2月1日：駅ナンバリングを導入[1]。
- 2024年（令和6年）10月1日：駅集中管理システム試験運用開始[2]。
- 2025年（令和7年）4月1日：駅集中管理システムの本格的な運用を開始（予定）[3]。

## 駅構造

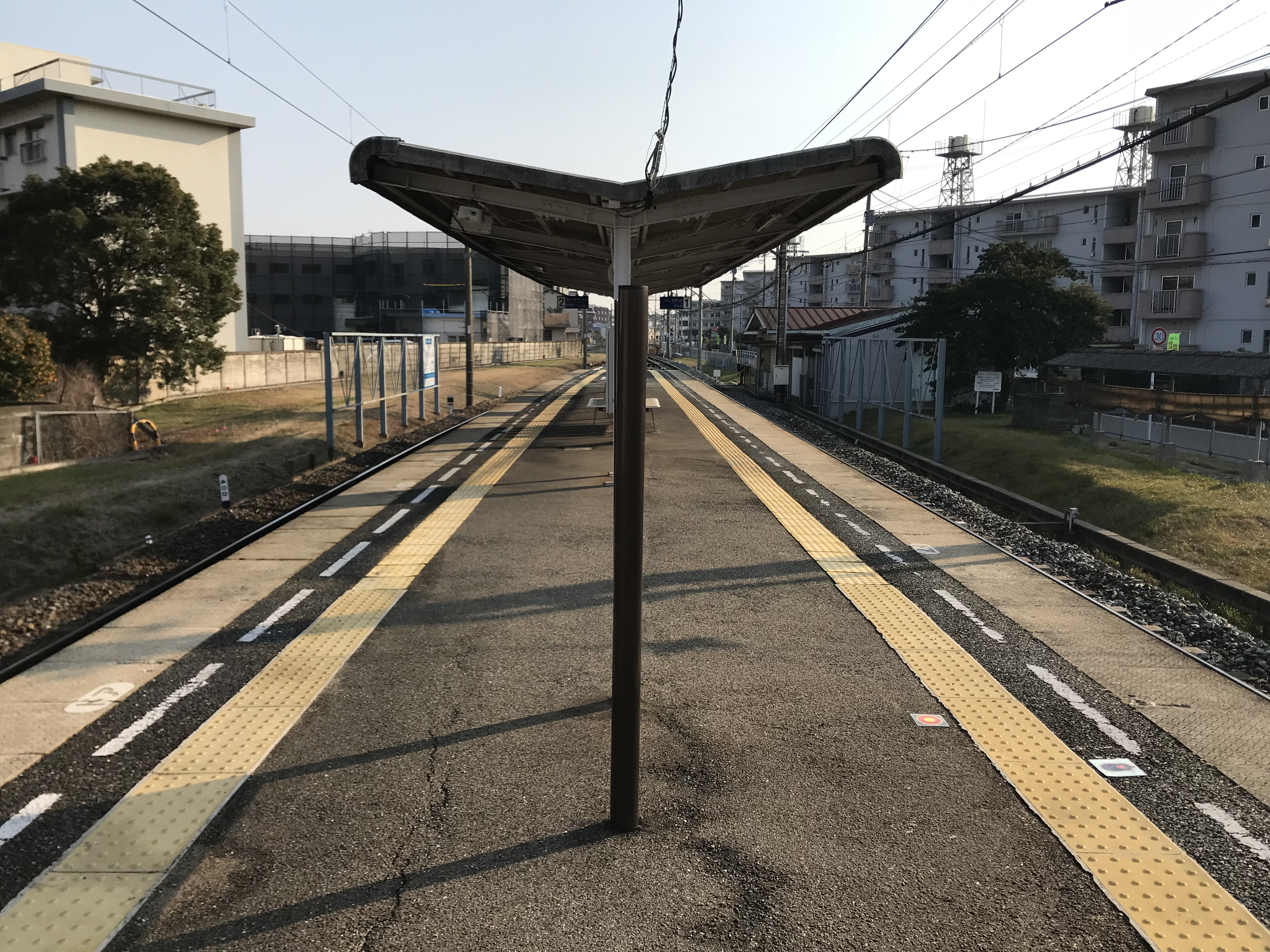
ホーム（2018年2月）

島式ホーム1面2線を有する地上駅。無人駅である。
| 乗り場 | 路線    | 行先                 |
| ------ | ------- | -------------------- |
| 1      | ■貝塚線 | 和白・新宮方面       |
| 2      | ■貝塚線 | 香椎・千早・貝塚方面 |

## 利用状況
2024年度の1日平均乗降人員は1,351人であり、貝塚線で利用者が最も少ない。各年度の1日平均乗車および乗降人員は下表のとおり。
| 年度   | 1日平均 乗車人員 | 1日平均 乗降人員 |
| ------ | ---------------- | ---------------- |
| 1996年 | 986              | 1,833            |
| 1997年 | 921              | 1,721            |
| 1998年 | 860              | 1,614            |
| 1999年 | 770              | 1,508            |
| 2000年 | 710              | 1,411            |
| 2001年 | 660              | 1,318            |
| 2002年 | 638              | 1,282            |
| 2003年 | 590              | 1,175            |
| 2004年 | 540              | 1,079            |
| 2005年 | 540              | 1,077            |
| 2006年 | 537              | 1,077            |
| 2007年 | 505              | 1,010            |
| 2008年 | 521              | 1,041            |
| 2009年 | 485              | 973              |
| 2010年 | 493              | 985              |
| 2011年 | 474              | 948              |
| 2012年 | 466              | 930              |
| 2013年 | 482              | 962              |
| 2014年 | 474              | 946              |
| 2015年 | 492              | 983              |
| 2016年 | 506              | 1,015            |
| 2017年 | 545              | 1,092            |
| 2018年 | 553              | 1,108            |
| 2019年 | 568              | 1,134            |
| 2020年 |                  | 1,024            |
| 2021年 |                  | 1,064            |
| 2022年 |                  | 1,205            |
| 2023年 |                  | 1,255            |
| 2024年 |                  | 1,351            |

## 駅周辺
駅前に無料駐輪場あり。駅舎側（駅西側）の周辺部は総数8棟の市営唐原住宅をはじめとする住宅地で、その住宅地より西側に和白干潟がある。また、駅舎側の新宮寄りに唐の原保線倉庫が併設されている。
駅舎の反対側（駅東側）も住宅地となっている。その住宅地の先、駅の約300m東側を国道495号（和白通り）が貝塚線に並行して通り、多数のロードサイド店舗が立地している。そのさらに東側には鹿児島本線・香椎線が通る。
駅前にバスは発着しておらず、国道495号上の大名バス停が最寄り。
- 福岡カントリークラブ和白コース

## 隣の駅
西日本鉄道
■ 貝塚線
香椎花園前駅（NK06） - 唐の原駅（NK07） - 和白駅（NK08）